# Watanabe E9W
Watanabe E9W (oznaczenie amerykańskie – Slim) – japoński wodnosamolot zwiadowczy z okresu II wojny światowej.

## Historia
Na początku lat trzydziestych w Japonii powstała koncepcja budowy samolotu zwiadowczego, który mógłby być przewożony w szczelnym hangarze na okrętach podwodnych typu Junsen 1.  W myśl tej koncepcji powstały wymagania 9-shi opracowane przez dowództwo lotnictwo marynarki wojennej. W myśl tych wymagań wytwórnia Watanabe Tekkosho opracowała projekt niewielkiego wodnosamolotu w układzie dwupłatu, który w stanie złożonym mieścił się w hangarze umieszczonym na okręcie podwodnym, a po rozłożeniu startował z powierzchni wody.
W lutym 1935 roku oblatano pierwszy prototyp wodnosamolotu, który otrzymał oznaczenie 9W1, a następnie przeszedł próby na okręcie podwodnym „I-5”. Wobec potwierdzenia założonych w wymaganiach parametrów, w 1936 roku został on wprowadzony do produkcji seryjnej, która trwała do 1937 roku. Łącznie zbudowano 35 samolotów tego typu (w tym 3 prototypy). Produkcję zaniechano wobec opracowania nowego wodnosamolotu Yokosuka E14Y1 w układzie jednopłata.

## Służba
Wodnosamolot E9W1 w 1938 roku zostały wprowadzone do eskadr patrolowych okrętów podwodnych i pomimo podjęcia już w 1937 roku o zastąpieniu ich samolotem Yokosuka E14Y1 używano ich w eskadrach patrolowych okrętów podwodnych  na obszarze Morza Wschodniochińskiego. Maszyny realizowały zadania wyszukiwania i zwalczania chińskich jednostek morskich usiłujących przedrzeć się przez japońską blokadę morską. Ostatecznie wycofane zostały ze służby dopiero w połowie 1942 roku.

## Konstrukcja
Wodnosamolot Watanabe E9W był dwupłatem o konstrukcji w mieszanej. Płaty składane do hangarowania. Podwozie stanowiły dwa metalowe pływaki, które również były składane do hangarowania. Kabiny odkryte, umieszczone jedna za drugą.
Napęd samolotu stanowiły w silnik gwiazdowy  chłodzony powietrzem.
Uzbrojenie samolotu stanowił pojedynczy ruchomy karabin maszynowy umieszczony w drugiej kabinie.